# Mohamed Allalou
Mohamed Allalou (n. 28 septembrie 1973, Thenia, Provincia Boumerdès, Algeria) este un boxer ce a reprezentat Algeria, medaliat olimpic. A participat la două ediții ale Jocurilor Olimpice (1996, 2000) în care a câștigat o medalie de bronz.